# Biofumigation
Als Biofumigation wird in der Landwirtschaft eine Methode bezeichnet, um Nematoden und Pilzbefall von Nutzpflanzen zu reduzieren. Dies wird erreicht, indem bestimmte Pflanzenarten als Zwischenfrucht und zur Gründüngung angebaut werden, die in ihren Zellen Stoffe enthalten, die beim Unterarbeiten der Pflanzen in den Boden dort Krankheitserreger reduzieren.
Beispiele finden sich bei den Kreuzblütlern Sinapis alba (Weißer Senf), Brassica juncea (Indischer Senf) und Raphanus sativus (Ölrettich). Ausgewählte Sorten enthalten in Vakuolen Glucosinolate, die bei Zerstörung der Zellen (durch Insektenfraß oder Häckseln) von dem im Zellplasma enthaltenen Enzym Myrosinase in Zucker und Isothiocyanat gespalten werden. 
Für die Anwendung in garten- und landwirtschaftlichen Kulturen wird der Senf üblicherweise im Frühjahr oder Herbst ausgesät und zur vollen Blüte (nach etwa 70 Tagen) möglichst klein gehäckselt und sofort in den Boden eingearbeitet. Der Boden sollte nicht zu trocken sein.

## Quelle
- Faltblatt der Bundesanstalt für Züchtungsforschung an Kulturpflanzen, Institut für Pflanzenanalytik Quedlinburg